# Нур-Фрон
Нур-Фрон (норв. Nord-Fron) — коммуна в губернии Оппланн в Норвегии. Административный центр коммуны — город Винстра. Официальный язык коммуны — нюнорск. Население коммуны на 2007 год составляло 5793 чел. Площадь коммуны Нур-Фрон — 1141,28 км², код-идентификатор — 0516.

## История населения коммуны
Население коммуны за последние 60 лет.

Статистика коммуны Нур-Фрон